# Guy Armoured Car
Der Guy Armoured Car war ein britischer Panzerspähwagen, der kurz vor dem Zweiten Weltkrieg entwickelt wurde. Mit einer Fertigung von nur 101 Fahrzeugen in den Jahren 1939 bis 1940 war das von Guy Motors gefertigte Fahrzeug nicht sehr weit verbreitet, erlangte jedoch große Bedeutung, da nach seiner Vorlage mehrere tausend 4x4-Panzerwagen unter der Bezeichnung Humber Armoured Car gefertigt wurden.

## Entwicklung

### Ausschreibung des Ordnance Office
Basierend auf dem Fahrgestell des Guy Quad Ant - Artillerieschlepper mit 4x4-Allradantrieb entwickelte Guy Motors zu Beginn des Jahres 1938 einen Guy Quad Armoured Car in seinem Entwicklungsbüro des Royal Arsenal in Woolwich. Umgehend wurden fünf Prototypen produziert. Dieses Fahrzeug wurde vom Militär gemeinsam mit weiteren Entwürfen britischer und ausländischer Hersteller in der ersten Jahreshälfte 1938 einer größeren Erprobung unterzogen, um Erkenntnisse zu erhalten, welche Art von Panzerwagen die noch immer in den britischen Streitkräften eingesetzten Fahrzeuge aus der Zeit des Ersten Weltkrieges und der frühen 1920er Jahre ersetzen könnte. Guy fertigte bis September drei aus diesen Erkenntnissen hervorgehende Panzerwagen. Wenn auch einige Entwürfe als fortschrittlicher bewertet wurden, so wurde letztlich doch das Guy-Fahrzeug ausgewählt, da das Fahrwerk sofort aus der Artillerieschlepper-Fertigung übernommen werden konnte und schnellstmöglich neue Fahrzeuge produziert werden sollten.

### Tank, Light (Wheeled) Mark I
Nach dem Abschluss der Truppenerprobung wurden zwischen 1939 und 1940 dann 101 weitere Fahrzeuge des Guy Armoured Car gefertigt. Bei der Einführung in der British Army wurden diese als Radpanzer (Tank Wheeled) bezeichnet. Tatsächlich entsprach die Bewaffnung des Fahrzeugs mit einem schweren und leichten Maschinengewehr, der Bewaffnung des Panzerkampfwagen Light Tank Mk VI.
Während in der Ausschreibung für den Auftrag ein genieteter Panzeraufbau vereinbart worden war, wurde im Rahmen der Fertigung erstmals auf Anregung von Guy Motors hin eine geschweißte Panzerung, wie bei den deutschen Panzerspähwagen dieser Zeit, verwendet. Guy Motors überzeugte die Verantwortlichen, dass diese Fertigungsweise für einen Panzerwagen besser und wirksamer war.
Die hierfür erforderlichen drehbaren Produktionsanlagen wurden von Guy Motors selber entwickelt und man konnte die Türme und Fahrzeugwannen damit schneller und preisgünstiger produzieren. Diese technische Neuerung wurde nach dem Krieg von der Royal Commission for Awards to Inventors ausgezeichnet.
Die Fahrzeugwanne des Guy Armoured Car wurde später im Wesentlichen für den auf einem anderen Fahrgestell gebauten Humber Armoured Car übernommen, da sie sich bereits bewährt hatte.

## Technische Beschreibung
Bei der neuen geschweißten Wanne des Guy Armoured Car waren die meisten Platten abgeschrägt montiert. Dies war neu für britische Panzerwagen. Im ersten Modell wurde ein Vickers .50 inch Maschinengewehr (12,7mm) gemeinsam mit einem Vickers .303 inch Maschinengewehr (7,7mm) verwendet. Im Modell Mk IA wurde ein 15mm-Besa Maschinengewehr mit einem 7,92mm-Besa Maschinengewehr als Sekundärbewaffnung verwendet. Als Funkgerät wurde das Radio No. 19 verbaut.
Der Motor war für den Panzerwagen auf dem ursprünglichen Artillerieschlepper-Fahrgestell nach hinten versetzt worden.

## Einsatz

### Frankreich 1940
Sechs Fahrzeuge gingen mit dem British Expeditionary Force nach Frankreich. Diese Fahrzeuge teilten das Schicksal der meisten britischen Fahrzeuge, als sich die britischen Streitkräfte vom europäischen Festland zurückzogen, und wurden von der Wehrmacht erbeutet.

### Coats Mission
Die britischen Regimenter 12th Lancers und 2nd Northamptonshire Yeomanry bauten jeweils zwei Fahrzeuge um. Hierbei wurde die Bewaffnung entfernt und es wurden jeweils zusätzliche Sitzplätze eingebaut. Hintergrund war die Sorge, dass die Wehrmacht die nach dem Fall von Frankreich vorbereitete Invasion von Großbritannien durchführen könnte. In der sogenannten Coats Mission sollte die Königliche Familie, King George VI., Queen Elizabeth, Prinzess Elizabeth und Prinzess Margaret, in diesen Fahrzeugen evakuiert werden.

### Allgemeine Verwendung
Die restlichen Fahrzeuge wurden auf die britischen, belgischen, dänischen und niederländischen Streitkräfte, die sich nach Großbritannien zurückgezogen hatten, verteilt. Ab 1943 wurden die Fahrzeuge bei den Fronteinheiten durch modernere Fahrzeuge ersetzt.